# Jean-Luc Molineris
Jean-Luc Molineris (* 25. August 1950 in Grenoble) ist ein ehemaliger französischer Radrennfahrer.
Nachdem Molineris als Amateur 1970 eine Etappe der Tour de l’Avenir gewonnen hatte, wurde er 1971 Profi und fuhr bis 1977 in verschiedenen Radsportteams mit so bekannten Radrennfahrer wie Joaquim Agostinho, Bernard Thévenet und Eddy Merckx. Bereits sein Vater, Pierre Molineris, war einst Berufsrennfahrer. 
Molineris gewann in seiner Profikarriere neun Rennen, darunter die beiden ersten Austragungen des Rennens Étoile de Bessèges und das erste Teilstück der sechsten Etappe der Tour de France 1974. Er bestritt die Tour de France auch in den Jahren 1976 und 1977, konnte die Rundfahrt aber bei allen drei Teilnahmen nicht beenden.

## Erfolge
1970
- eine Etappe Tour de l’Avenir

1971
- Étoile de Bessèges

1972
- Étoile de Bessèges

1974
- eine Etappe Tour de France
- eine Etappe Tour de l’Oise

1976
- Paris–Bourges